# Mura (Lombardei)
Mura ist eine norditalienische Gemeinde (comune) mit 779 Einwohnern (Stand 31. Dezember 2023) im Val Sabbia der Provinz Brescia in der Lombardei. Die Gemeinde liegt etwa 21 Kilometer nordnordöstlich von Brescia im Val Sabbia am Tovere und gehört zur Comunità Montana della Valle Sabbia.